# Hổ Tỉnh (đảo)
đảo Hổ Tỉnh (tiếng Trung: 虎井嶼; bính âm: Hǔjǐng Yǔ; Wade–Giles: Hu3-ching3 Yü3; Bạch thoại tự: Hó͘-chéⁿ-sū) là một đảo thuộc thành phố Mã Công, huyện Bành Hồ, Đài Loan. Đảo còn được gọi là Đại Án Sơn (大案山) và đảo Thũng Bàn lân cận được gọi là Tiểu Án Sơn (小案山).:19 Phần phía nam của đảo bị chí tuyến bắc cắt ngang. Đảo Hổ Tỉnh là hòn đảo lớn thứ bảy của Bành Hồ. Đảo này cách đảo chính Bành Hồ 7 hải lý (13 km). Có những ngọn núi ở đầu phía đông (Đông Sơn) và đầu phía tây (Tây Sơn) của đảo.
Phà chạy ba lần một ngày giữa Mã Công trên đảo chính Bành Hồ và đảo Hổ Tỉnh. Mất khoảng hai mươi phút để đến đảo Hổ Tỉnh từ đảo chính của Bành Hồ bằng thuyền.

## Lịch sử
Đảo lấy tên hiện tại từ một truyền thuyết theo đó một con hổ được tìm thấy trong một hang khô (hoặc giếng) gần cực nam của hòn đảo.
Theo truyền thuyết, người Hà Lan đã xây dựng một pháo đài trên hòn đảo và bị chìm xuống biển. Tuy nhiên, không có khám phá quan trọng nào có kết quả trong khu vực.
Vào ngày 12 tháng 7 năm 1683, lực lượng hải quân của nhà Thanh chiếm đảo Hổ Tỉnh và đảo Thũng Bàn trong giai đoạn đầu của hải chiến Bành Hồ.:42
Một hầm tránh bom của Nhật Bản thời Thế chiến II được xây dựng trên đảo vẫn tồn tại và công chúng có thể tham quan tự do.
Vào tháng 1 năm 2019, đã có những phàn nàn về việc đường bị sụt lở và thời gian sửa chữa chậm xung quanh khu vực núi phía tây của hòn đảo.
Vào tháng 6 năm 2019, trường tiểu học trên đảo có tổng cộng 6 học sinh.

## Địa lý
Dân cư của làng Hổ Tỉnh, nổi tiếng với các nhà hàng hải sản, tập trung ở cuối phía tây nam của hòn đảo.
Địa chất của hòn đảo được chú ý với thành hệ đá núi lửa màu đen. Đảo này có độ cao lớn hơn so với đảo Thũng Bàn gần đó, với một vùng đồng bằng giữa các khu vực miền núi, đó là nơi phần lớn dân số sinh sống.
Đảo Hổ Tỉnh là hòn đảo lớn thứ bảy trong quần đảo Bành Hồ, với diện tích khoảng 2. km2, chiều dài từ đông sang tây khoảng 4 km và rộng 1 km từ bắc xuống nam.
Theo số liệu thống kê về hộ gia đình và dân số vào tháng 7 năm 2008 do Chính quyền huyện Bành Hồ cung cấp, có 233 hộ gia đình trên đảo với dân số là 664 người. Hổ Tỉnh là một trong hai làng hành chính đảo xa xôi của thành phố Mã Công. Hiện tại, trên đảo có các nhà máy khử mặn nước biển, văn phòng viễn thông và phòng khám, và các đơn vị giảng dạy bao gồm phân hiệu Hổ Tỉnh của trường Trung học Cơ sở Trung Chính và trường Tiểu học Hổ Tỉnh.

## Hình ảnh

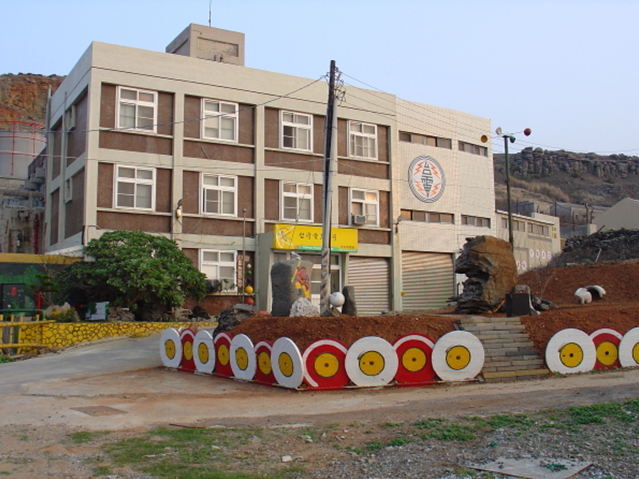
Nhà máy điện
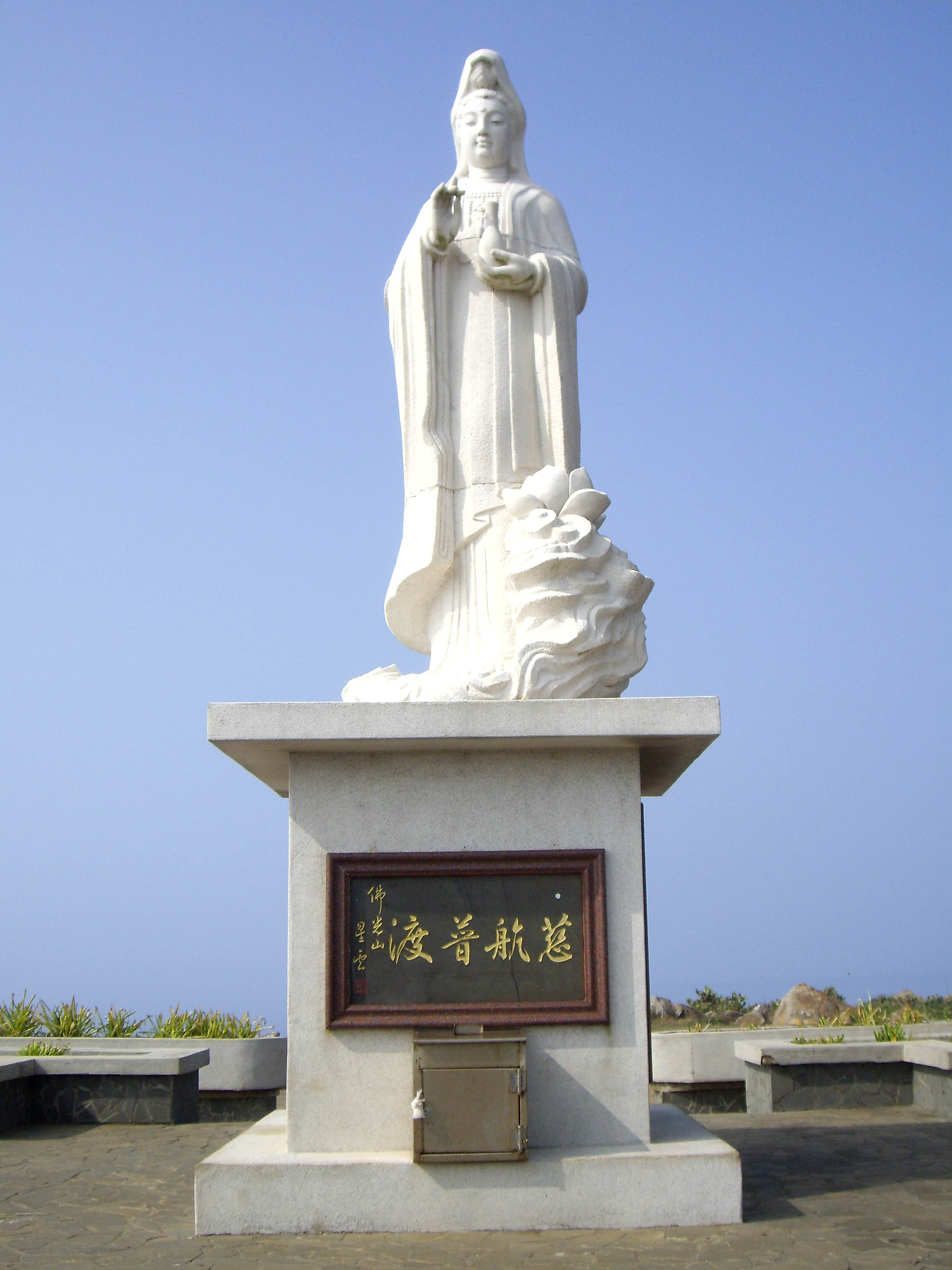
Tượng Quan Âm
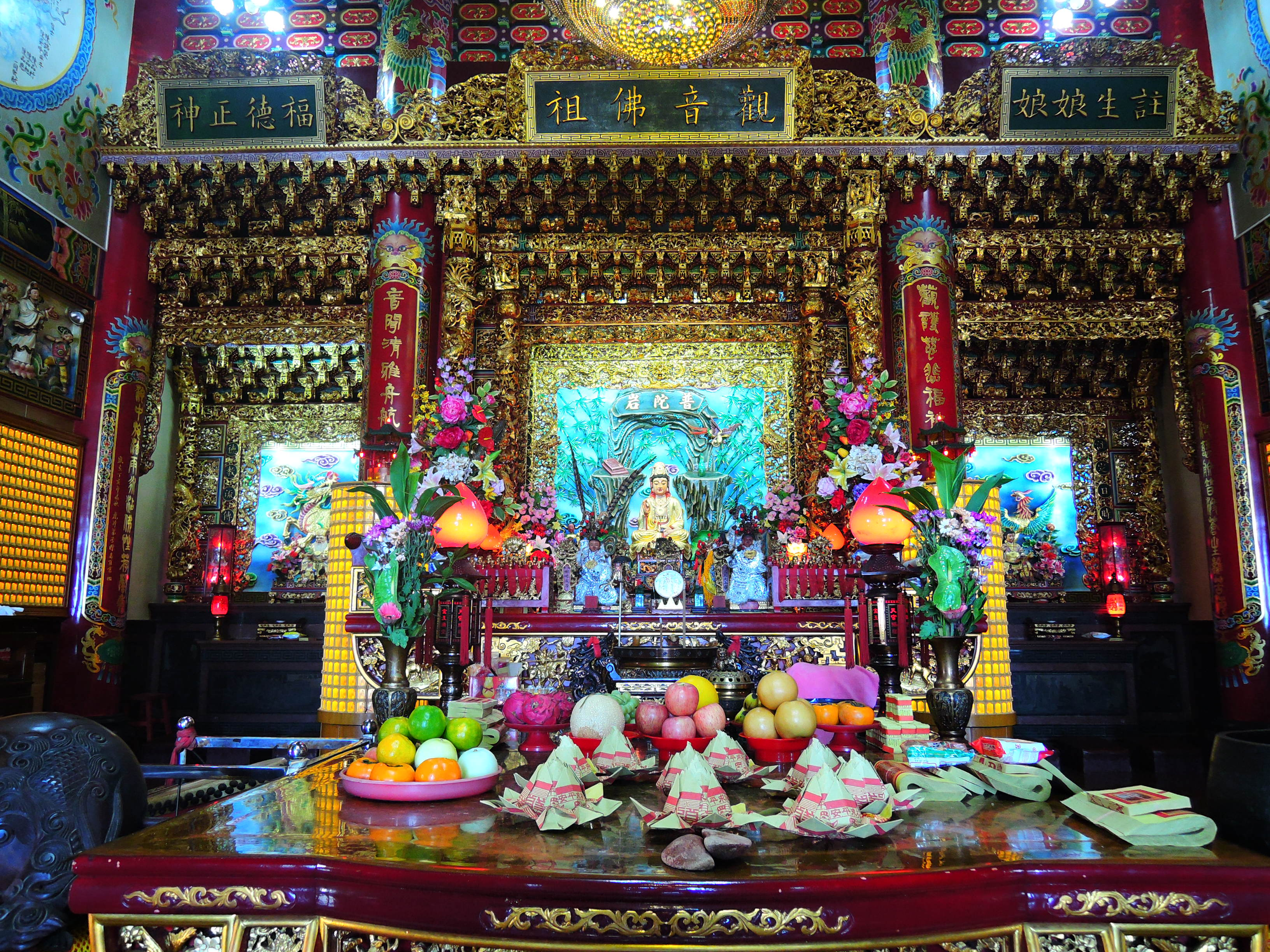
Miếu Quan Âm
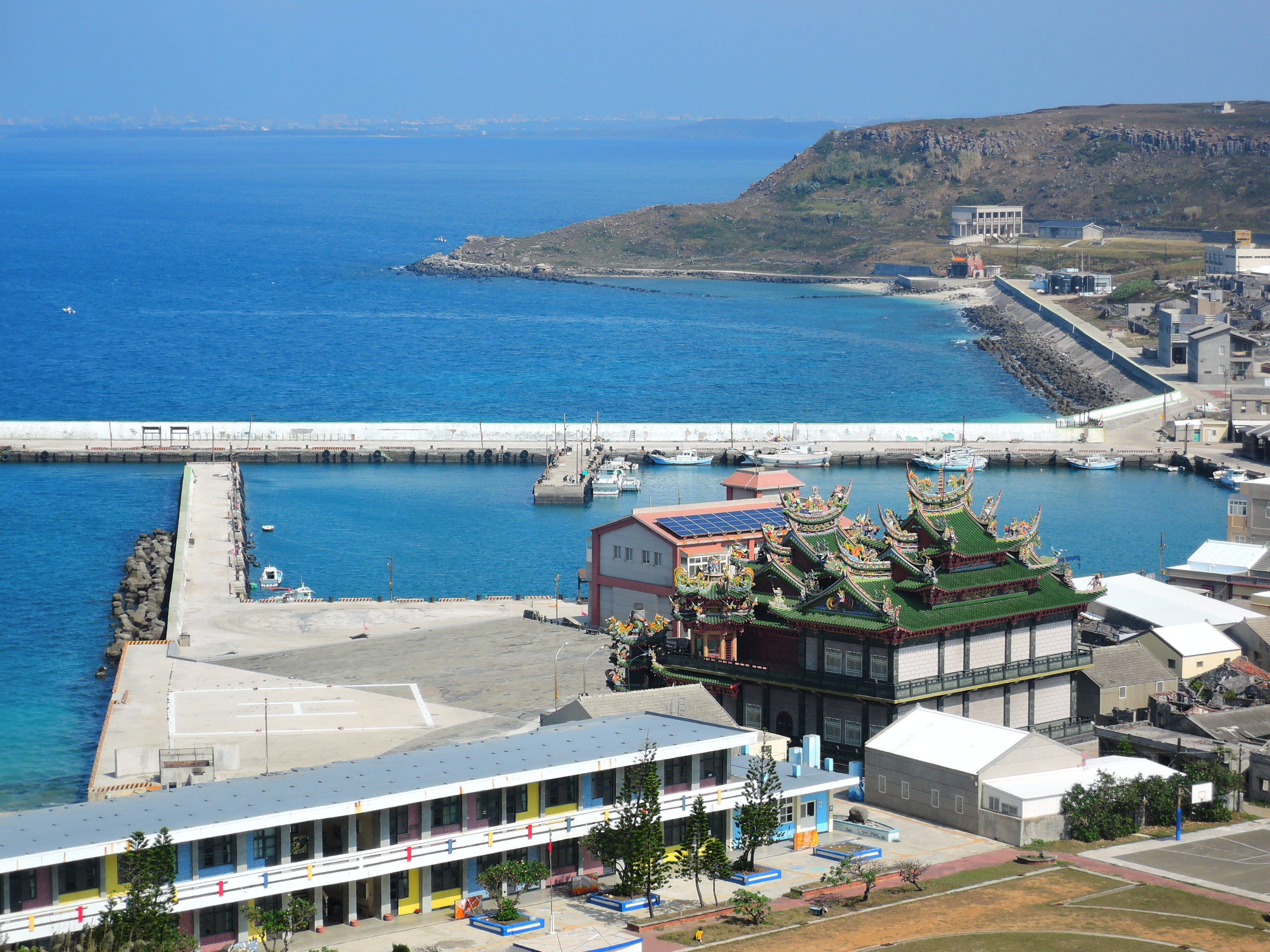
Miếu Quan Âm
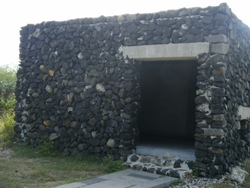
Bộ chỉ huy
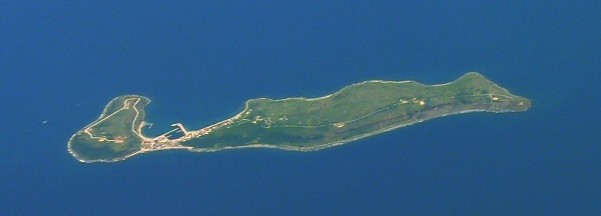
Không ảnh đảo Hổ Tỉnh